# 女体山 (さぬき市)
女体山（にょたいざん）は、香川県さぬき市と東かがわ市にまたがる、標高774mの讃岐山脈にそびえる山である。
＜さぬき市造田地区に伝わる女体山の話＞
昔、志度湾に玉取(海女の玉取伝説)にきた藤原房前(中臣鎌足の孫)にお伴をした女官がいた。この女官は房前が都へ帰った後も志度にとどまって、漁師について海女の業を習っていた。女官はあるとき一人の漁師に襲われ、さらには病気になったことから嘆いて津田地区の雨滝山にこもったが、ここも浜から近く、海の匂いがすることから、匂いを嫌って造田地区の青木に移り住んだ。やがて女官は造田の土民と結婚したが、女官の肌は普通の人と違っていたため人から「女体さん」と呼ばれるようになったという。その後久しくして男の子が生まれた。この子は成長ののちに励んでよく働いたが、田畑の水不足に悩まされることが度々あった。母はこれをあわれんで「われ百歳ののち、水神となって農家に水利の便を与えん」と願いをかけた。母の死後、遺体を青木の山に葬って祠を建てた。生前の念願のためか干ばつの際、土民が集まって「青木女体」に雨を念ずると必ず降ったという。しかし、この青木山では不敬なことが多いため、後に長尾の八幡池(宇佐八幡宮-宮池)の東にある山頂に女体神社として遷宮したが、この女体神社に念ずる人が多く、再び東讃きっての高峰、矢筈山の東に移して祀るようになったという。(参考文献：改訂長尾町史-下巻-p778)
以来この山を女体山と呼ぶようになった。
女体山には前述の青木女体神社と石田女体神社の２社がある。
女体山のふもと前山地区の中津地域には女体神社第１の鳥居がある。

## 登山ルート
南山麓には四国八十八ケ所結願の大窪寺があり、そこに至る歩き遍路道が頂上（最高地点774m）を通過しており、したがって登山道は整備されている。また、三角点（761.7m）のある展望台は頂上より東にずれている。マイカー利用だと、車道が東西に山頂近くを通っているので、頂上も三角点も簡単に行くことができる。

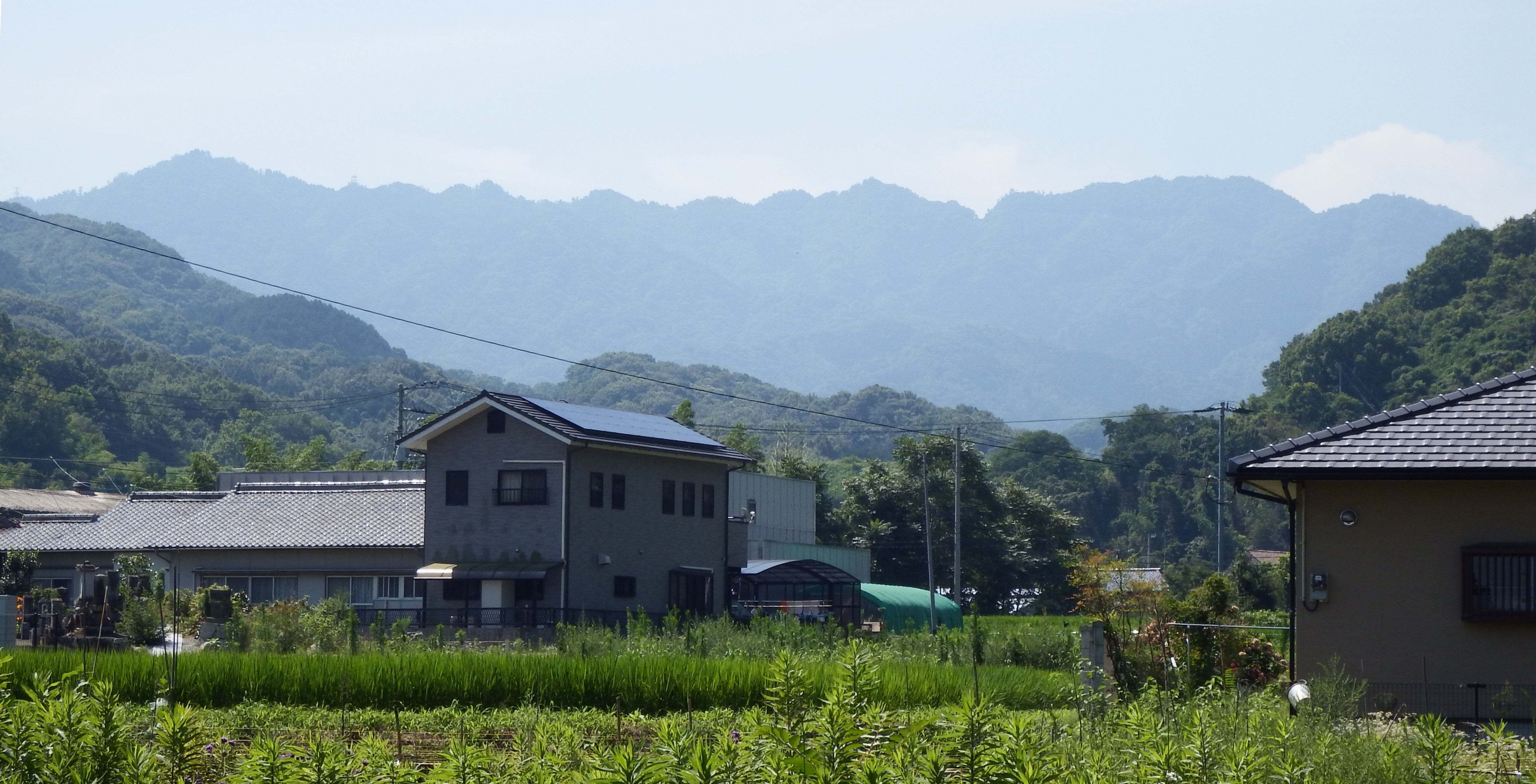
全景
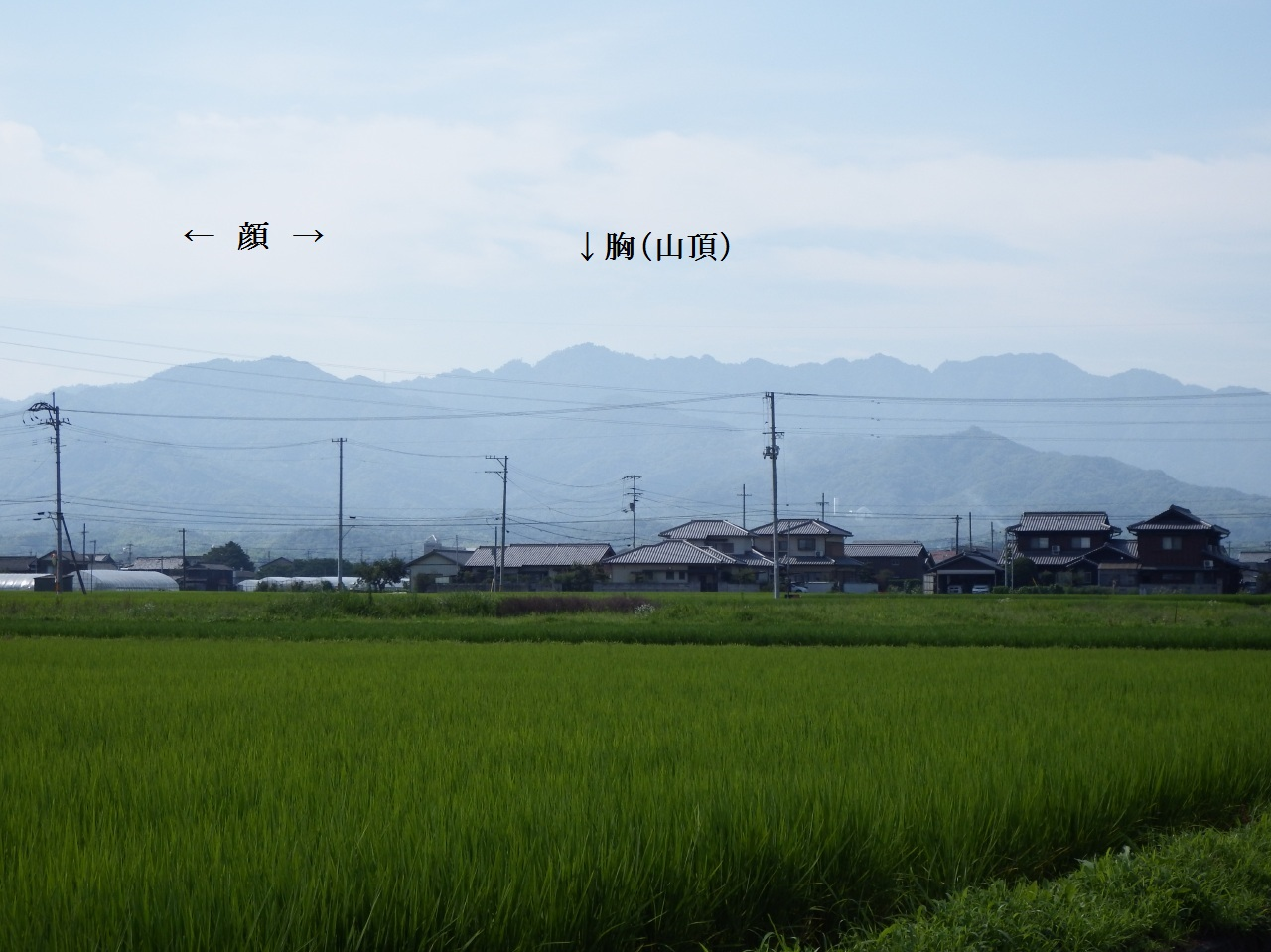
長尾町からの遠景
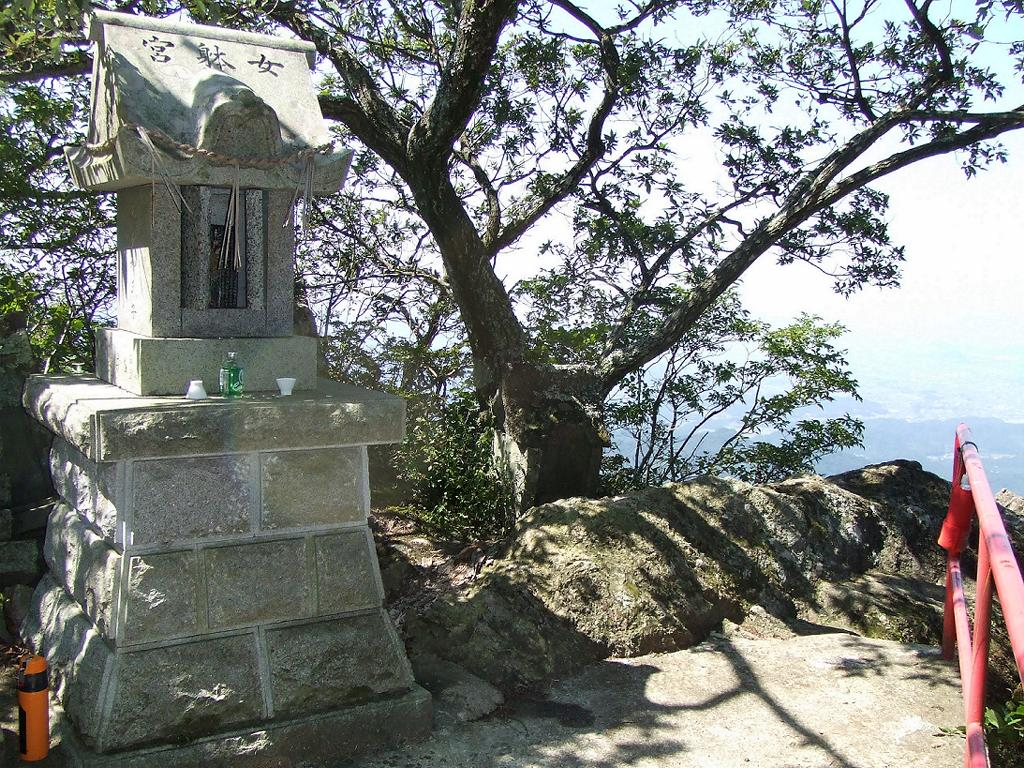
頂上にある女体宮の祠
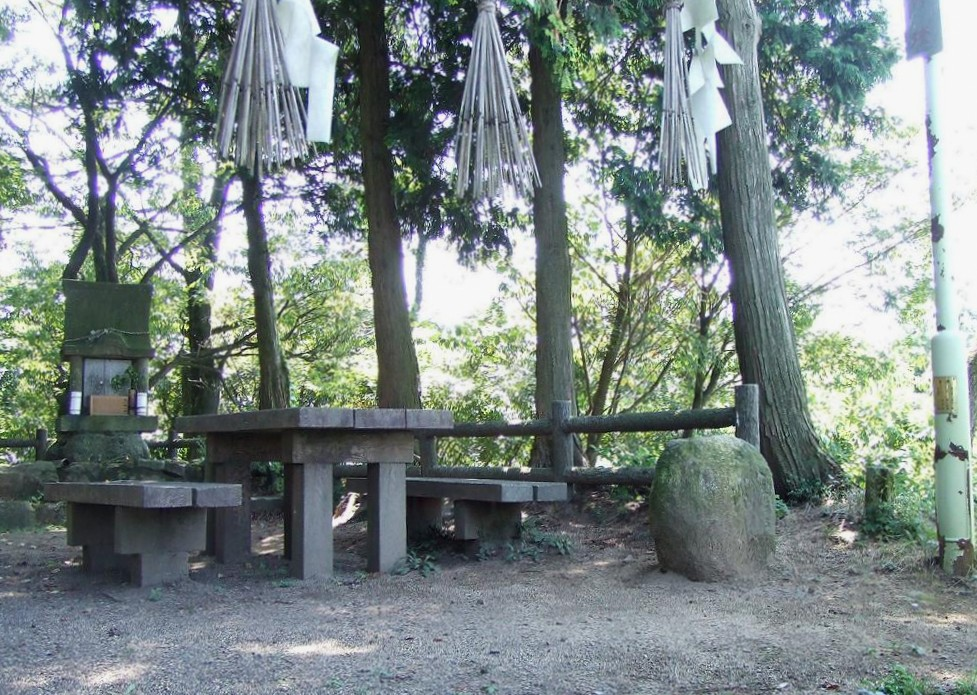
三角点(右端の鉄柱のすぐ左）のある展望台